# ほっとレモン
ほっとレモンは、アサヒ飲料が発売している清涼飲料水。
キャッチコピーは、カラダもココロもほっとあたたまる。

## 概要
1992年販売開始。カルピス株式会社が製造及び販売をしていたが、2016年1月にアサヒ飲料株式会社がカルピス株式会社を吸収合併したことにより、現在はアサヒ飲料が販売を行っている。加温器販売専用商品として、全国のコンビニエンスストアや自動販売機のホットドリンクとして販売されている。尚、家庭で温める際は容器のまま電子レンジにかけるのではなく、別の容器に移し替えて温めることを呼び掛けている。
レモンの果汁が3％入っており、契約農園の手摘みレモンを使用。飲料に甘みを出すために蜂蜜と砂糖も使用している。
また、希釈用のほっとレモンも販売されている。